# Trimeresurus gunaleni
Trimeresurus gunaleni es una especie de serpientes venenosas de la familia Viperidae.

## Distribución geográfica yhábitat
Es endémica de las selvas montanas de Sumatra (Indonesia). Su rango altitudinal oscila entre 1500 y 2000 m s. n. m..